# Sean Downey
Pour les articles homonymes, voir Downey.
Sean Patrick Downey (né le 10 juillet 1990 à Dromore) est un coureur cycliste irlandais. Il a été médaillé de bronze de la poursuite par équipes aux Jeux du Commonwealth de 2010 avec l'équipe d'Irlande du Nord.

## Biographie
Sean Downey est issue d'une famille de cycliste. Son père Seamus Downey a participé aux Jeux olympiques de Los Angeles en 1984 et son frère Mark est également coureur.
Fin 2014, il signe un nouveau contrat avec l'équipe continentale irlandaise An Post-ChainReaction.

## Palmarès sur route

### Par année
- 2007
  -  Champion d'Irlande du contre-la-montre juniors
  - 3e du championnat d'Irlande sur route juniors
- 2008
  -  Champion d'Irlande du contre-la-montre juniors
  - 1re étape du Tour of the North
  - 2e du Prix des Vins Henri Valloton juniors
  - 3e du Tour of the North
- 2009
  -  Champion d'Irlande sur route espoirs
  - 3e étape du Tour of the North
  - Classement général du Tour d'Ulster
- 2010
  - 2e étape des Boucles de la Marne (contre-la-montre par équipes)
- 2011
  - 2e du Circuit du Mené
  - 3e du championnat d'Irlande du contre-la-montre
- 2012
  - 2e du championnat d'Irlande du contre-la-montre espoirs
- 2014
  - 2e du championnat d'Irlande sur route

### Classements mondiaux
| Année           | 2012 | 2013 | 2014 |
| --------------- | ---- | ---- | ---- |
| UCI Europe Tour | 700e | 798e | 357e |

## Palmarès en cyclo-cross
- 2005-2006
  - 2e du championnat d'Irlande de cyclo-cross juniors
- 2006-2007
  -  Champion d'Irlande de cyclo-cross juniors

## Palmarès sur piste

### Jeux du Commonwealth
- Dehli 2010
  -  Médaillé de bronze de la poursuite par équipes